# Javier Hernández Tarroc
Javier Hernández Tarroc (Zaragoza, Aragón, España, 14 de septiembre de 2000), deportivamente conocido como Javi Hernández, es un futbolista español que juega en el Real Zaragoza de la Segunda División de España, y en su filial, el Deportivo Aragón, como defensa central. Es asimismo, actualmente, capitán del filial blanquillo.

## Carrera
El 16 de diciembre de 2020, hizo su debut con el primer equipo del Real Zaragoza, a cargo de Juan Ignacio Martínez, que también debutaba, en su caso como entrenador blanquillo, en la victoria por 0-2 contra la Real Sociedad Gimnástica de Torrelavega, perteneciente a la eliminatoria de la Copa del Rey de fútbol 2020-21, partiendo Javi Hernández como central titular, que completaría un partido con solvencia, en el cual, entre otras acciones a destacar, sacaría un balón en la misma línea de gol en el minuto 106 de la prórroga.

## Clubes
| Club             | País   | Año       |
| ---------------- | ------ | --------- |
| Deportivo Aragón | España | 2018-Act. |
| Real Zaragoza    | España | 2020-Act. |